# Барковский, Олег Игоревич
Олег Игоревич Барковский (род. 1973) — российский дзюдоист, чемпион России, мастер спорта России международного класса. Выступал в тяжёлой весовой категории (свыше 100 кг). Выпускник Челябинского государственного института физической культуры 1995 года. Тренер-преподаватель высшей категории. Тренер СДЮШОР по дзюдо имени Григория Веричева.

## Спортивные результаты
- Чемпионат России по дзюдо 1998 года — ;
- Международный турнир 2000 года, Минск — ;